# Simon Pistoris, o Jovem
Simon Pistoris, o Jovem (1489-1562)  (*  Leipzig, 28 de Outubro de 1489 † Seußlitz, 3 de Dezembro de 1562) foi jurista alemão e chanceler dos Duques da Saxônia. Filho do médico alemão Simon Pistoris, o Velho (1453-1523), formou-se em Direito e estudou doutorado na Universidade de Leipzig, onde também deu aulas de Direito Civil.

## Biografia
Nasceu e cresceu na cidade de Leipzig, em ambiente propício, onde conheceu Martinho Lutero, que a princípio, o admirava muito, mas que mais tarde viria a odiá-lo, quando ficou claro que Pistoris não romperia com a Igreja de Roma. Estudou Direito em Leipzig onde recebeu recebeu seu diploma de Bacharel em 1505. Em seguida foi para Wittenberg onde estudou durante dois anos (1507-1508). Graduou-se em Leipzig como Bacharel em Direito, em 1509, e depois passou estudou na Universidade de Pavia, entre 1510 e 1511. Em seguida, retornou à Alemanha onde tirou seu diploma de doutorado em Leipzig, em 1514, sendo nomeado, nesse mesmo ano, professor titular de Direito Civil da Faculdade de Direito da Universidade de Leipzig. 
Em 1519, foi nomeado "professor ordinarius" e começou a servir como assessor da corte superior do ducado da Saxônia. Em 1523, foi nomeado chanceler do duque da Saxônia Jorge, o barbudo (1471-1539), cargo que ocupou até a morte do duque, em 1539. Apesar do triunfo da Reforma ducado da Saxônia, retomou seu cargo de chanceler em 1541, depois de ter recusado uma cadeira na Universidade de Ingolstadt, que lhe foi oferecida, por iniciativa de Viglius Zuichemus (1507-1577), e onde permaneceu até 1549, quando se afastou. Em 1546, Pistoris comprou do Duque Maurício o Castelo de Seußlitz, juntamente com terras e redondezas associadas, onde continuou seus estudos científicos. O castelo permaneceu em mãos da família até 1720.
Pistoris foi grande amigo de Erasmo e durante muito tempo mantiveram correspondência.

## Obra
- Consiliorum sive responsorum, Modestinus Pistoris, Simon Pistoris, Ludwig Fachs
- Responsum juris de exceptione carceris seu custodiae
- Schreiben an Rath zu Meißen in denselben Sachen, 1526
- Declaratio defensiva positionis de malo franco, per Symonem Pistoris disputatae
- Oratio de gentibus, quae dilacerarunt imperium Romanum in occidente. 1597